# Strathaven
Strathaven (uttal: "Strejven") är en ort i Storbritannien.   Den ligger i kommunen South Lanarkshire och riksdelen Skottland, i den centrala delen av landet, 500 km nordväst om huvudstaden London. Strathaven ligger 182 meter över havet och antalet invånare är 8 190.
Terrängen runt Strathaven är huvudsakligen platt, men söderut är den kuperad. Runt Strathaven är det ganska glesbefolkat, med 34 invånare per kvadratkilometer. Närmaste större samhälle är Hamilton, 10,2 km norr om Strathaven. Trakten runt Strathaven består i huvudsak av gräsmarker.